# Anclaje (fijación)
Anclaje es un término con un significado amplio. Existen tantos tipos de anclajes como existen necesidades de anclar, fijar, sujetar y colgar cosas. Existen gamas muy variadas de anclajes propios del mundo de la construcción en general, edificios, casas, puentes y todo tipo de obras civiles y obras viales. En el mundo de la minería existen otros tipos de anclajes especiales para tunelería, para cargas extremas, cargas pesadas y cargas ligeras. 
Prácticamente todo lo que una persona construye y fabrica debe ser anclado o fijado de algún modo.
Otros métodos para unir materiales, algunos de los cuales pueden crear uniones permanentes, incluyen: engarzado con crimpadora, soldadura de arco, soldadura blanda, soldadura fuerte, encintado con cinta adhesiva, pegado con un adhesivo, cementado o el uso de otros adhesivos. También se puede utilizar distintos tipos de fuerza, como con imanes, haciendo el vacío (por ejemplo utilizando ventosas) o incluso por fricción (como almohadillas frenantes). Algunos tipos de juntas de carpintería utilizan refuerzos internos separados, como tacos o clavijas o galletas, que en cierto sentido pueden considerarse fijaciones dentro del campo del sistema de juntas, aunque por sí solas no son fijaciones de uso general.
En general los anclajes o tornillos se fabrican  con una barra de sección generalmente redonda con rosca en uno o los dos extremos, dependiendo si este es recto o con un extremo curvado, con forma de L, J  o U (abrazadera o alcayata), se utiliza comúnmente en muros, pisos de hormigón u otros elementos constructivos, para la fijación,  o sujeción de maquinarias o estructuras (desde estanterías, hasta torres de altura, galpones, montaje de motores, generadores o bombas, entre muchos otros).
Existen anclajes especiales para hormigones con huecos y no huecos, para zonas sísmicas. Existen anclajes especiales para mampostería y tabiquería (yeso y cartón). Existen anclajes especiales para estructuras metálicas o anclajes para madera.
Los anclajes deben cumplir normas internacionales de calidad y seguridad para garantizar diferentes características según su tipo y uso. Resistencia a la tracción, al corte o cizalle, dureza, flexibilidad, entre otras características.

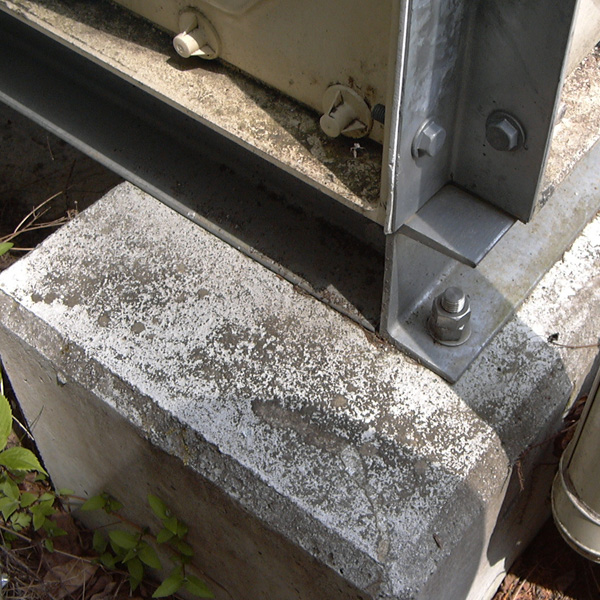
Tornillo de anclaje en una cimentación.

## Fabricación del anclaje
Son fabricados normalmente con aceros de bajo y medio carbono, sin recubrimiento (en negro) o recubiertos mediante galvanizado en frío, por inmersión  u otros procedimientos afines. Los anclajes para mayores exigencias son fabricados con aceros aleados, SAE 4140, SAE 4340, etc. Para la obtención de la calidad requerida en la fabricación de un anclaje, hay que tener en cuenta procedimientos o Normas como ASTM, AISI, SAE, DIN, entre otras.

### Materiales
Hay tres tipos de acero principales que se utilizan en las industrias: acero inoxidable, acero al carbono y acero aleado. El grado principal utilizado en tornillos de acero inoxidable: series 200, series 300 y series 400. El titanio, el aluminio y diversas aleaciones también son materiales de construcción habituales para los tornillos metálicos. En muchos casos, se pueden aplicar recubrimientos o enchapados especiales a los tornillos metálicos para mejorar sus características de rendimiento, por ejemplo, mejorando la resistencia a la corrosión. Los revestimientos/chapados comunes incluyen zinc, cromo y galvanizado en caliente.

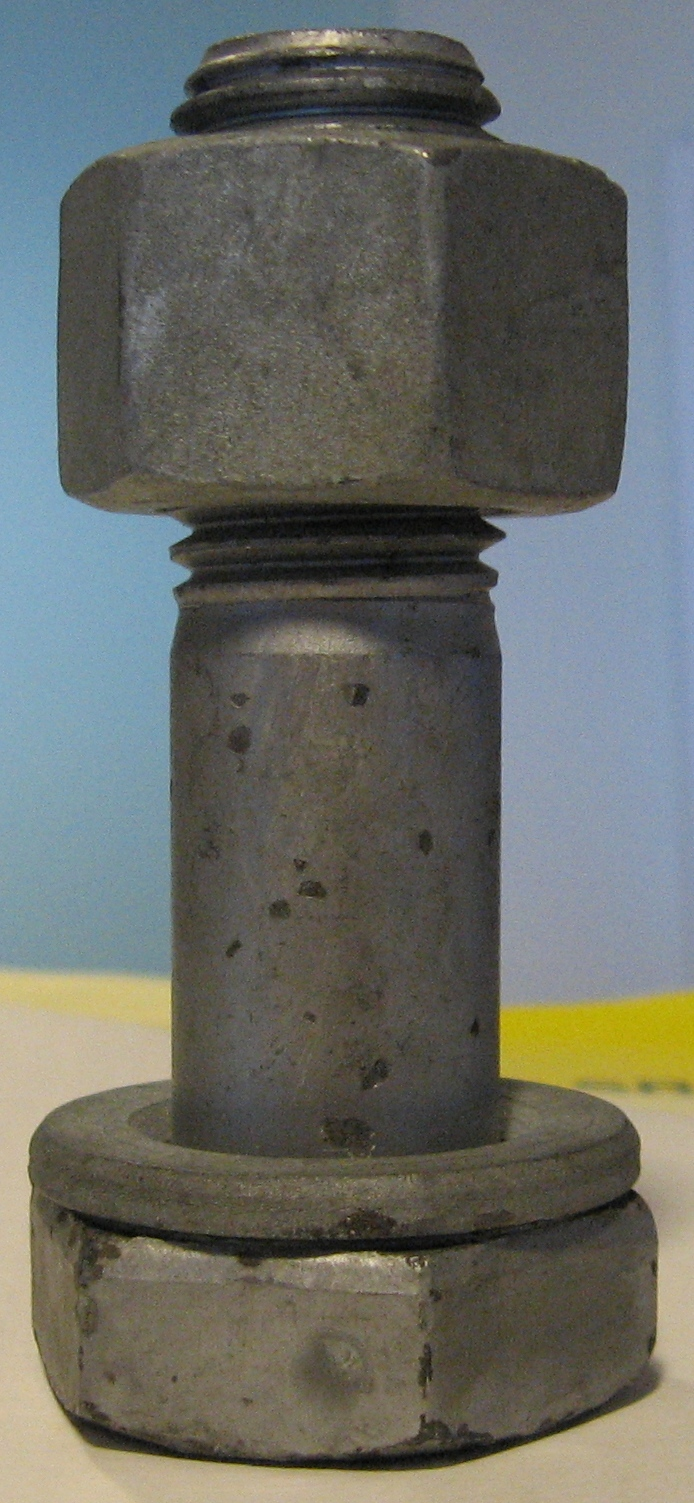
Tornillo estructural de acuerdo a la norma DIN 6914 con arandela DIN 6916 y tuerca UNI 5587.

## Tipos de anclaje
Se suelen encontrar los siguientes tipos de anclaje:
- Anclaje en forma de J con curva desplazada
- Anclaje en forma curva en ángulo recto
- Anclaje cáncamo de ojo cerrado
- Anclaje en forma curva redonda
- Anclaje en forma curva de ángulo agudo
- Anclaje cáncamo de ojo abierto
- Anclaje en forma de curva cuadrada

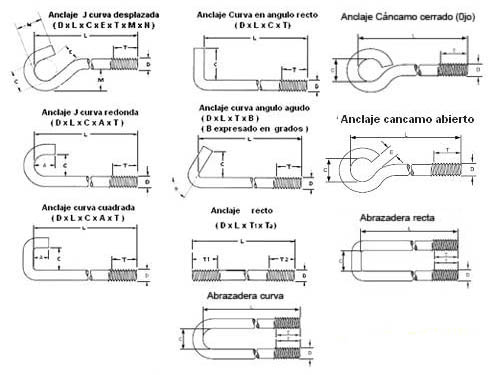
Esquema de diferentes tipos de anclajes.

- Anclaje recto
- Abrazadera recta
- Abrazadera curva

## Elementos de unión

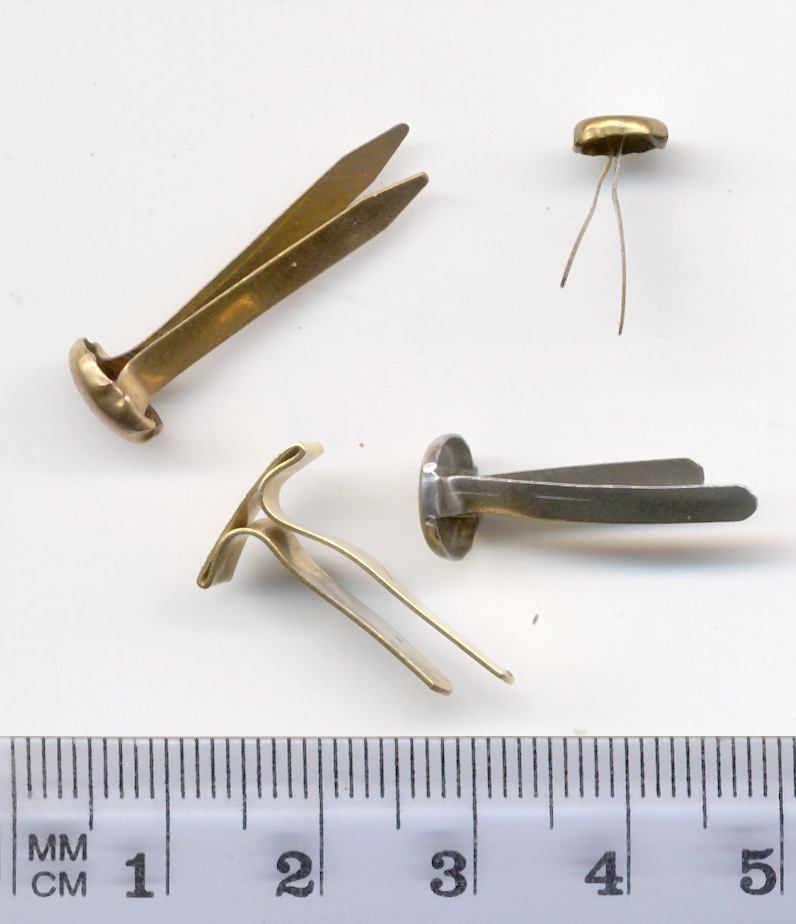
Varios elementos de unión.

Plat de levas (en rojo) en un motor radial.

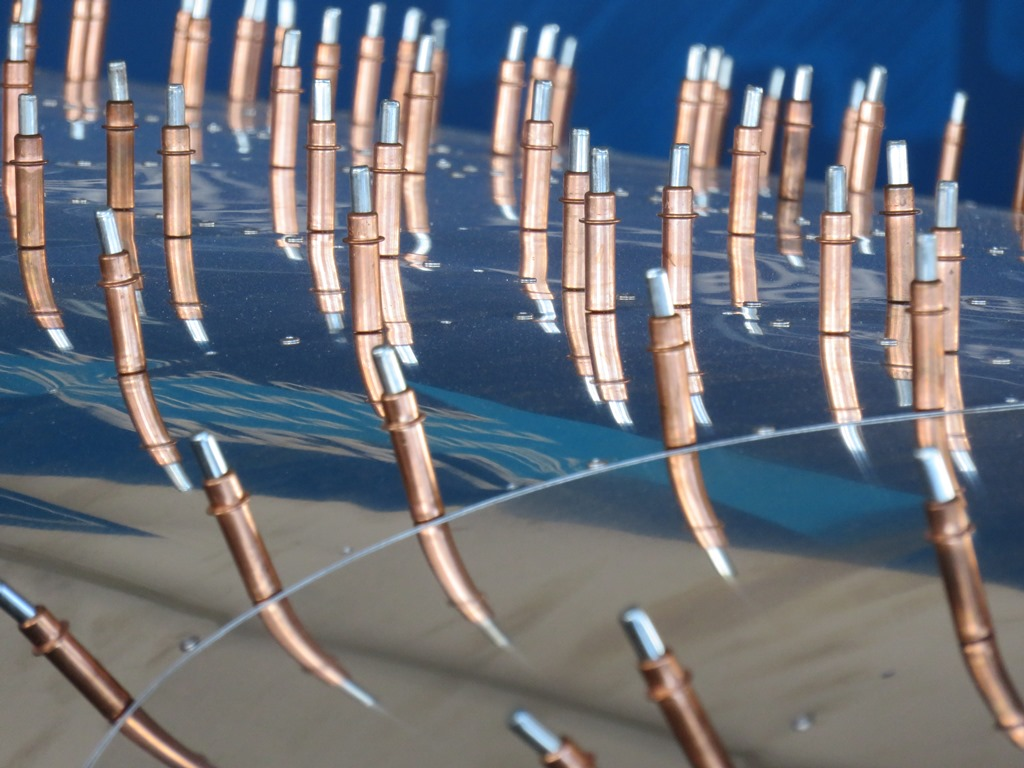
Fasteners Cleko

Entre los diferentes tipos de unión se pueden considerar la unión de forma,  la unión de fuerza y la unión con elementos de unión. También existen las uniones que emplean combinaciones de las anteriores.
Los elementos de unión, anclajes o similares son piezas auxiliares que permiten la unión de dos o más piezas formando un conjunto (que integra las piezas).

### Elementos de unión roscados
Un elemento de unión de rosca tiene una rosca externa o interna. Los tipos más frecuentes son el cargol, i la femella, con la presencia de volandera.
Otros elementos de unión roscada, más especializados, incluidos elemento de unión roscada presoner, cargol, inserción roscada y barra roscada.
Otras variantes de anclaje incluyen las siguientes:
- Perno de anclaje[10]
- Rastrel [11][12]
- Perno[13][14]
- Tornillo[15]
- Mosquetón
- Grillete
- Encuadernador de latón[16]
- Cinturón (prenda)
- fíbula[17]
- Botón (indumentaria)
- Brida (cables)[18]
- Leva (mecánica)[19]
- Sargento (herramienta)
- Abrazadera para tubo [20]
- cierre y grillete ("clasp and shackle")
- mosquetón ("broche de cerrojo")
- chaveta circular
- mosquetón bloqueable ("cierre de langosta")
- clip de papelería [21]
- clip de bulldog [22]
- pinza de cocodrilo o pinza de caimán[23]

- anillo de seguridad [24]
- Pinza de la ropa

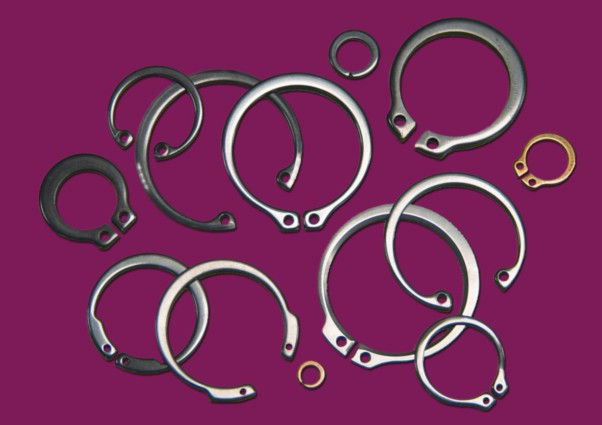
anillos axiales internos y externos

- Pinza para el cabello («hairpin clip») [25]
- clip "Terry" [26]
- Broche de presión
- chincheta [27]
- Brida (tuberías) (de fontanería)
- Alamar (indumentaria) [28][29]
- Corchete (textil)[30]
- velcro
- clavo ciego [31]
- clip R
- imperdible
- pasador elástico
- pasador cónico
- anillo de retención
- anillo de seguridad
- anillo electrónico
- elástico de goma
- sivella elástica
- grapa
- costura
- estribo
- expansor de anclaje
- cremallera

## Aplicaciones
Al seleccionar un tornillo para aplicaciones industriales, es importante considerar una variedad de factores. Se deben tener en cuenta el roscado, la carga aplicada sobre el tornillo, la rigidez del tornillo y la cantidad de tornillos necesarios.
Al elegir un tornillo para una aplicación determinada, es importante conocer los detalles de esa aplicación para ayudar a seleccionar el material adecuado para el uso previsto. Los factores que deben considerarse incluyen:
- Accesibilidad
- Entorno donde ser va a utilizar, incluida la temperatura, la exposición al agua y elementos potencialmente corrosivos
- Proceso de instalación
- Materiales a unir
- Reutilizabilidad
- Restricciones de peso[32]

## Importancia de los estándares
Históricamente, por ejemplo, los tornillos, pernos y tuercas estadounidenses no eran completamente intercambiables con sus homólogos británicos y, por lo tanto, no encajaban correctamente en los equipos británicos. Esto, en parte, ayudó al desarrollo de numerosas normas y especificaciones militares de los Estados Unidos (United States Military Standards) para la fabricación de prácticamente cualquier pieza de equipo que se utilice con fines militares o de defensa, incluidos los tornillos. La Segunda Guerra Mundial fue un factor importante en este cambio.
Un componente clave de la mayoría de las normas militares es la trazabilidad. En pocas palabras, los fabricantes de material deben poder rastrear sus materiales hasta su origen y proporcionar trazabilidad de sus piezas que ingresan a la cadena de suministro, generalmente mediante códigos de barras o métodos similares. Esta trazabilidad tiene como objetivo ayudar a garantizar que se utilicen las piezas correctas y que se cumplan los estándares de calidad en cada paso del proceso de fabricación; Además, de esta manera las piezas de calidad inferior pueden rastrearse hasta su origen.

## Sector industrial
Como ejemplo, en 2005, se estimó que la industria de tornillos de Estados Unidos operaba 350 plantas de fabricación y empleaba a 40.000 trabajadores. La industria está fuertemente ligada a la producción de automóviles, aviones, electrodomésticos, maquinaria agrícola, construcción comercial e infraestructura. En Estados Unidos se utilizan más de 200 mil millones de tornillos al año, 26 mil millones de ellos en la industria automotriz. El mayor distribuidor de tornillos en América del Norte es Fastenal Company.